# Nanteuil-Notre-Dame
Nanteuil-Notre-Dame ist eine französische Gemeinde mit 215 Einwohnern (Stand: 1. Januar 2022) im Département Aisne in der Region Hauts-de-France (frühere Region: Picardie). Sie gehört zum Arrondissement Château-Thierry und zum Kanton Fère-en-Tardenois.

## Geographie
Die rund 21 Kilometer nördlich von Château-Thierry und acht Kilometer westlich von Fère-en-Tardenois gelegene Gemeinde liegt am Fluss Ourcq, in den hier der Bach Ordrimouille mündet. Durch die Gemeinde verläuft die Bahnstrecke von La Ferté-Milon nach Bazoches-et-Saint-Thibaut, die dort auf die Strecke von Soissons nach Reims trifft. Nachbargemeinden von Nanteuil-Notre-Dame sind Oulchy-le-Château im Nordwesten und Norden, Bruyères-sur-Fère im Osten, Coincy im Süden sowie Armentières-sur-Ourcq im Westen.

## Geschichte
Bei Ausgrabungen im Jahr 1892 wurden 233 Bestattungen aus der Merowingerzeit gefunden.

### Bevölkerungsentwicklung
| Jahr                       | 1962 | 1968 | 1975 | 1982 | 1990 | 1999 | 2006 | 2015 | 2022 |
| Einwohner                  | 85   | 71   | 65   | 51   | 76   | 76   | 73   | 62   | 83   |
| Quellen: Cassini und INSEE |      |      |      |      |      |      |      |      |      |

## Sehenswürdigkeiten
- Kirche Mariä Geburt